# Территория девственниц
«Террито́рия де́вственниц» (англ. Virgin Territory) — художественный фильм 2007 года, поставленный режиссёром Дэвидом Лилендом по мотивам книги Джованни Боккаччо «Декамерон».
Последний фильм, спродюсированный Дино Де Лаурентисом.

## Сюжет
Действие фильма происходит в Тоскане во время чумы. Местная красавица Помпинея остаётся сиротой и ожидает приезда из Новгорода своего суженого графа Дзержинского. Но её обманывает Джербино Дела Ратто, и она считает, что её отец на смертном одре пожелал, чтобы она вышла замуж за Джербино. Группа её друзей отправляется на виллу, где должна пройти свадебная церемония, а сама Помпинея убегает в монастырь. В этом монастыре, прячась от банды Джербино, находится и Лоренцо, которому нравится Помпинея.
Когда Помпинея вместе с Лоренцо приезжают на виллу, на Лоренцо нападает приехавший Джербино со своими людьми. Помпинея, не желая выходить за Джербино, всё же соглашается сделать это в обмен на жизнь Лоренцо, так как уже влюблена в него.
Во время свадебной церемонии, которую проводит выдающий себя за священника художник, приезжает граф Дзержинский, и они с Лоренцо нападают на Джербино и его банду, в результате чего Джербино погибает. Граф Дзержинский, влюбившийся в Элиссу, когда считал её Помпинеей, остаётся с ней, а Помпинея признаётся Лоренцо, что она и есть та незнакомка из монастыря, в которую он влюбился, когда работал там садовником, и они тоже остаются вместе.

## В ролях
| Актёр             | Роль              |
| ----------------- | ----------------- |
| Хейден Кристенсен | Лоренцо           |
| Миша Бартон       | Помпинея          |
| Тим Рот           | Джербино          |
| Райан Картрайт    | Гино              |
| Розалинд Халстэд  | Мона              |
| Кейт Грумбридж    | Элисса            |
| Кристофер Игэн    | Дионео            |
| Мэттью Риз        | граф Дзержинский  |
| Руперт Френд      | Алессандро Феличе |
| Сильвия Коллока   | сестра Лизабетта  |
| Крейг Паркинсон   | Тиндаро           |
| Симоне Спинацце   | Андрюччо          |
| Джей Виллиерс     | Бернардо          |
| Клайв Рич         | Мангино           |
| Дэвид Вилльямс    | Карт Пушер        |
| Кьяра Дженсини    | сестра Катерина   |

## Производство
Рассчитывая найти отклик у современного зрителя, для разработки костюмов создатели фильма решили пригласить флорентийского дизайнера Роберто Кавалли, который также выступил одним из продюсеров картины вместе с Дино Де Лаурентисом и его женой Мартой Де Лаурентис.